# 小眼鬚雅羅魚
小眼鬚雅羅魚（学名：Semotilus corporalis），为輻鰭魚綱鯉形目雅羅魚科的其中一種，分布于北美洲加拿大新伯倫瑞克省、哈德遜灣、聖羅倫斯河到美國維吉尼亞州的詹姆士河流域，本魚體呈圓柱形，後部側扁，幼魚的身體中央有一條黑色條紋，身體頂部和側面呈銀色，但腹部白色，繁殖期的雄魚在鰓蓋區域會出現粉紅色，體長可達51公分，體重可達1.6公斤，壽命可達6年，棲息於小型到中型河川的礫石底與碎石底部水潭與急流，幼魚以浮游動物、蚊子幼蟲為食，成魚以小魚、魚卵和昆蟲為食，可做為遊釣魚。

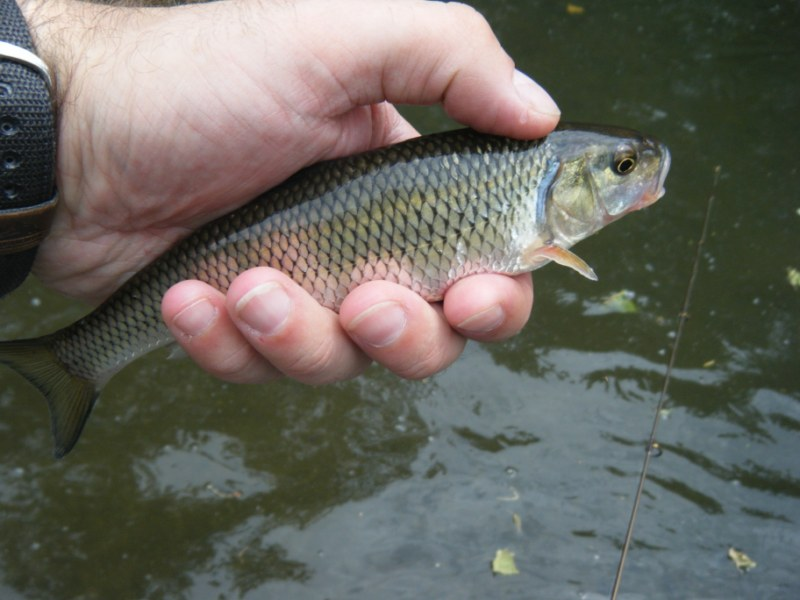
小眼鬚雅羅魚

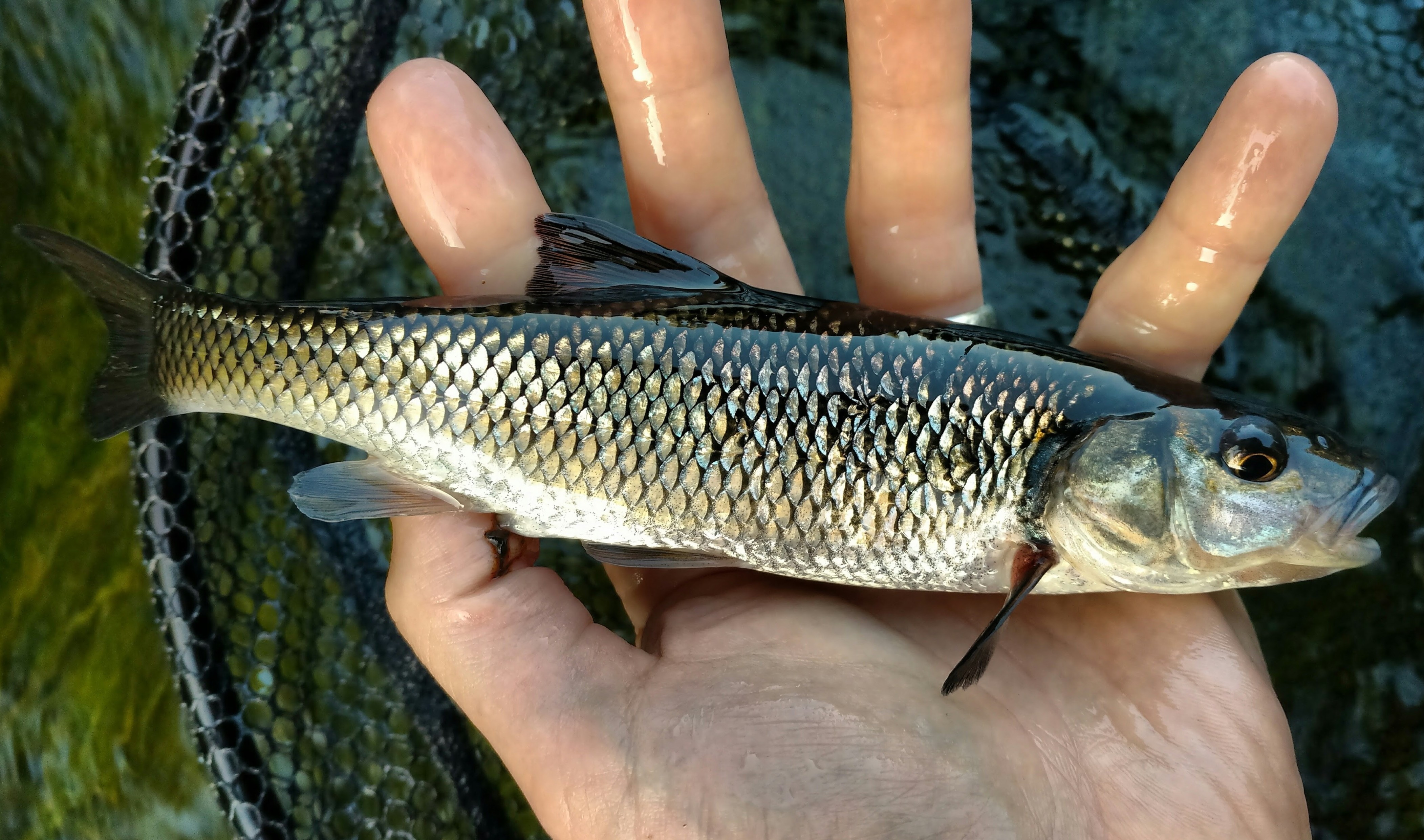
在麻州捕獲的小眼鬚雅羅魚